# Фармингтон (Нью-Мексико)
Фа́рмингтон (англ. Farmington) — город на юго-западе США в округе Сан-Хуан штата Нью-Мексико. Население 45 877 человек (перепись 2010). Экономическая столица региона Четыре Угла.

## География
По данным Бюро переписи населения США, Фармингтон имеет площадь 69,9 км², из которых 1,0 км² (1,43 %) — вода.
К западу от Фармингтона находится индейская резервация народа навахо, на северо-западе — индейская резервация Ют-Маунтин индейцев племени юта, а к северо-востоку — индейская резервация Сазерн-Ют. Примерно в 64 км к северо-западу от города расположен национальный парк Меса-Верде, а в 80 км на юго-востоке — национальный исторический парк Чако.

## Климат
Климат Фармингтона — засушливый (полупустынный), характеризуется жарким летом, холодными зимами и малым количеством осадков.
| Показатель                                                                   | Янв. | Фев. | Март | Апр. | Май  | Июнь | Июль | Авг. | Сен. | Окт. | Нояб. | Дек. | Год   |
| ---------------------------------------------------------------------------- | ---- | ---- | ---- | ---- | ---- | ---- | ---- | ---- | ---- | ---- | ----- | ---- | ----- |
| Средний суточный максимум, °C                                                | 5    | 8    | 13   | 18   | 24   | 29   | 32   | 31   | 26   | 19   | 11    | 5    | 18,4  |
| Средний суточный минимум, °C                                                 | −7   | −4   | −1   | 2    | 8    | 13   | 16   | 16   | 11   | 4    | −2    | −6   | 4,2   |
| Норма осадков, мм                                                            | 13,5 | 15,5 | 19,8 | 16,5 | 13,7 | 5,3  | 22,9 | 32   | 26,4 | 23,1 | 17,3  | 12,7 | 218,7 |
| Источник: Average Weather for Farmington, NM — Temperature and Precipitation |      |      |      |      |      |      |      |      |      |      |       |      |       |

## Демография
По данным переписи населения 2010 года в Фармингтоне проживало 45 877 человек, 11 500 семей и насчитывалось 17 548 жилых дома. Средняя плотность населения составляла около 656,3 человек на один квадратный километр. Расовый состав Фармингтона по данным переписи распределился следующим образом: 52,4 % белых, 0,8 % — чёрных или афроамериканцев, 21,3 % — коренных американцев, 0,6 % — азиатов, 0,1 % — выходцев с тихоокеанских островов, 2,2 % — представителей смешанных рас, 0,1 % — других народностей. Испаноязычные составили 22,4 % от всех жителей.
Из 16 466 домашних хозяйств в 33,4 % — воспитывали детей в возрасте до 18 лет, 49 % представляли собой совместно проживающие супружеские пары, в 13,6 % семей женщины проживали без мужей, 30,1 % не имели семей. 21,7 % от общего числа семей на момент переписи жили самостоятельно, при этом 8 % составили одинокие пожилые люди в возрасте 65 лет и старше. Средний размер домашнего хозяйства составил 2,7 человека, а средний размер семьи — 3,19 человека.

## Транспорт
Аэропорт
- Фармингтон обслуживается региональным аэропортом «Четыре угла»

Автомагистрали
- US 64
- US 550
- US 491
- State Road 371

Железнодорожный транспорт
- В округе Сан-Хуан нет пассажирских железнодорожных перевозок

Автобус
- В Фармингтоне есть служба междугородных автобусных перевозок

## Фотогалерея

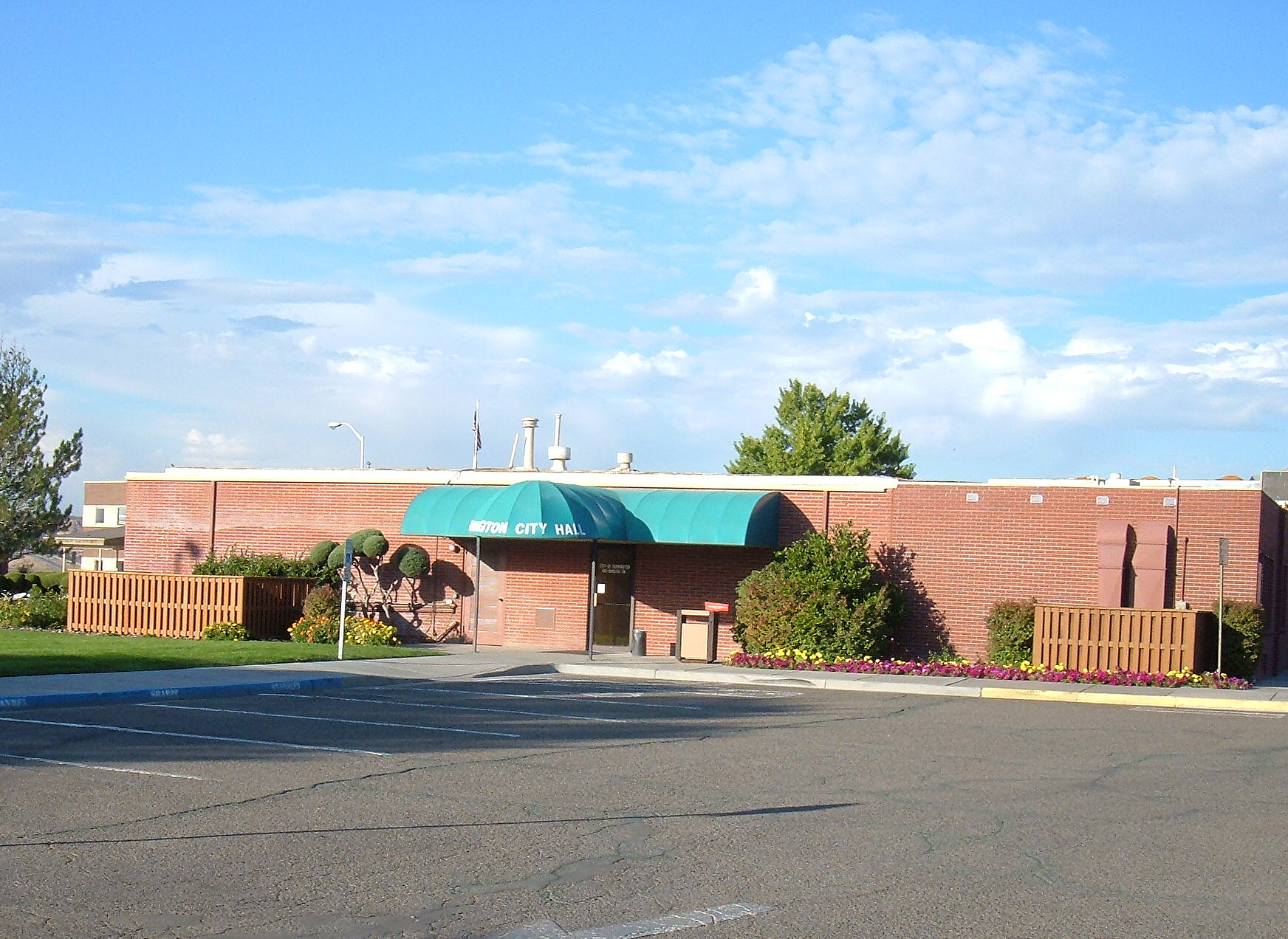
Здание городского совета
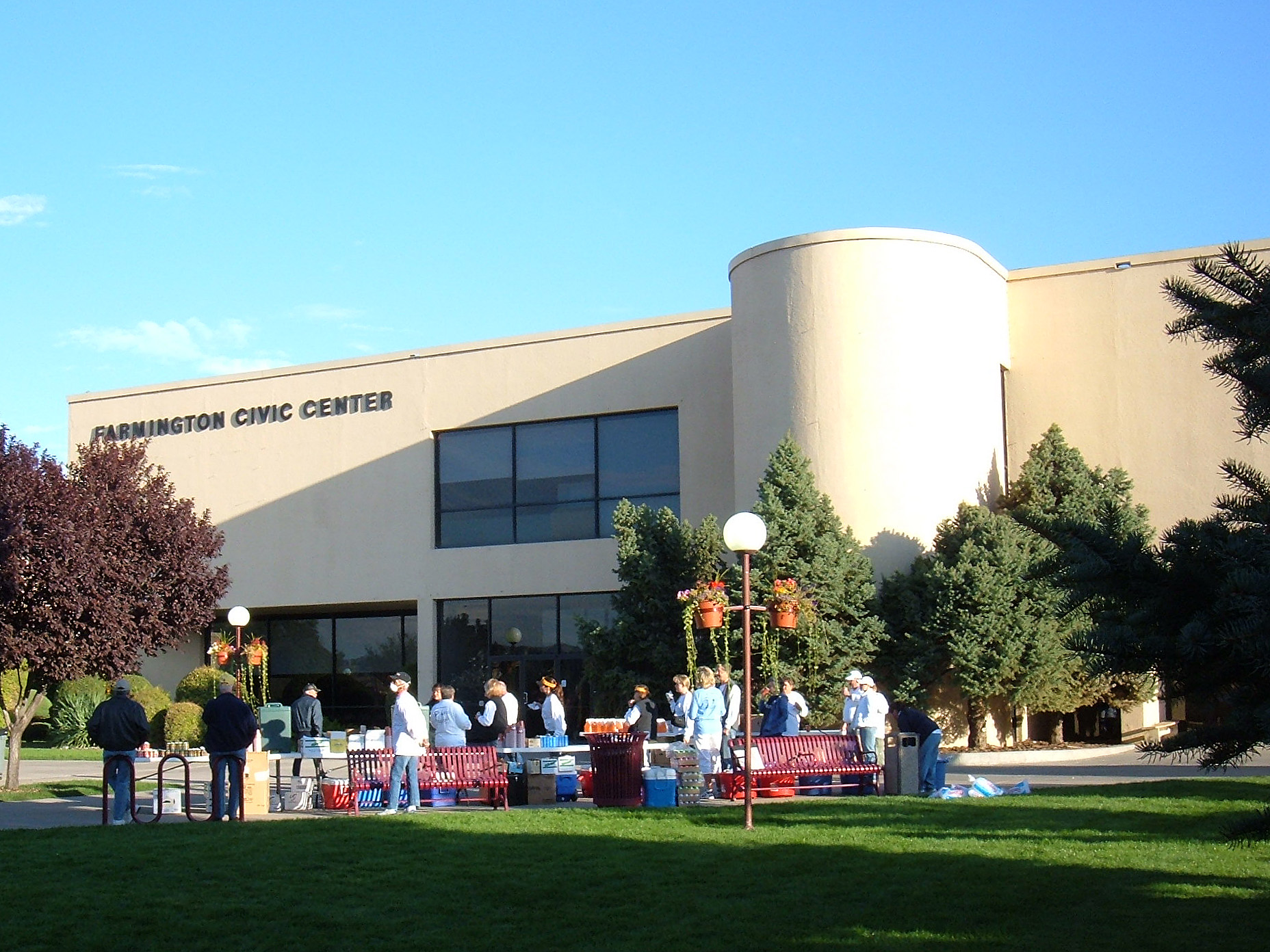
Муниципальный центр
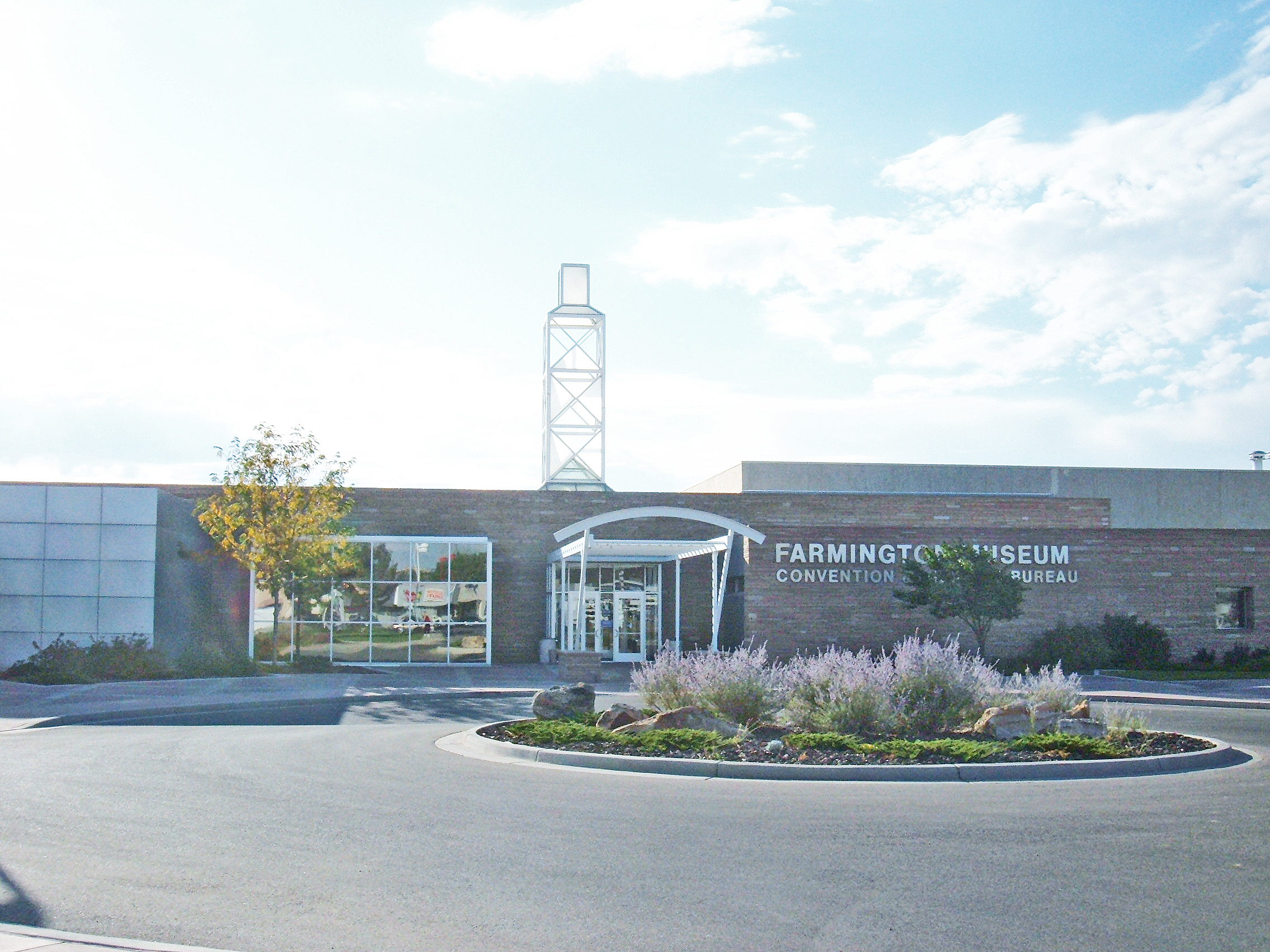
Музей